# Jean Ier de Saxe-Lauenbourg
Pour les articles homonymes, voir Jean Ier.
Jean Ier, né en 1249 et décédé le 30 juillet 1285, est un prince de la maison d'Ascanie, fils du duc Albert Ier de Saxe. Il fut duc de Saxe de 1260 jusqu'en 1282, conjointement avec son frère Albert II. Il est l'ancêtre de la lignée de Saxe-Lauenbourg, branche éteinte en 1689.

## Biographie
Jean est le fils aîné d'Albert Ier, duc de Saxe, et de sa troisième épouse Hélène, fille du duc Othon Ier de Brunswick. La maison d'Ascanie avait reçu le titre de « duc de Saxe » après la chute de Henri le Lion par l'empereur Frédéric Barberousse en 1180. Âgé de douze ans au décès de son père en 1260, il doit être placé au début sous tutelle de sa mère, conjointement avec son frère cadet Albert II. 
Quelques années plus tard, les deux ont pris le pouvoir lié à la dignité de maréchal impérial et la suzeraineté sur les fiefs saxons. En ce qui concerne les affaires gouvernementales, la dynastie des Ascaniens fut scindée en deux lignées : celles de Saxe-Lauenbourg sous le règne de Jean et de Saxe-Wittemberg sous Albert II. Le duc Jean réside principalement au château de Lauenbourg sur le cours inférieur de l'Elbe, construit vers 1182 sous le règne de son grand-père le duc Bernard III de Saxe.
En 1269, Jean et Albert sont nommés burgraves de Magdebourg ; l'année suivante, Jean a fondé une collégiale à Aken. Il participa probablement à l'élection du comte Rodolphe de Habsbourg en tant que nouveau roi des Romains en 1273 ; longtemps, le droit de vote fait l'objet de divergences entre les lignées de Saxe-Lauenbourg et de Saxe-Wittemberg.
En 1282, Jean abdique en faveur de ses trois fils, encore mineurs à cette date : Jean II et ses frères cadets Albert III et Éric Ier, qui ont dû partager le pouvoir avec leur oncle le duc Albert II. Plus tard, il se retire au monastère franciscain de Wittemberg.

## Union et postérité
Marié vers 1270 avec Ingeborg (morte le 30 juin 1302), fille de Birger Jarl, issue de la maison de Bjälbo, dont :
- Jean II (mort en 1322), duc de Saxe-Lauenbourg, marié en 1315 avec Elisabeth, fille du comte Henri Ier de Holstein-Rendsburg ;
- Albert III (mort en 1308), duc de Saxe-Lauenbourg, marié le 24 septembre 1302 avec Marguerite, fille du margrave Albert III de Brandebourg ;
- Elisabeth de Saxe-Lauenbourg, mariée en 1287 avec le duc Valdemar IV de Schleswig ;
- Éric Ier (mort en 1360), duc de Saxe-Lauenbourg, marié en 1316 avec Elisabeth, fille du duc Bogusław IV de Poméranie ;
- Hélène de Saxe-Lauenbourg, épousa en premier mariage le comte Günther IX de Schwarzbourg et en 2e le comte Adolphe VI de Holstein-Schaumbourg.